# Puqi (köpinghuvudort i Kina, Zhejiang Sheng, lat 28,17, long 121,05)
Puqi (kinesiska: 蒲岐, 蒲岐镇) är en köpinghuvudort i Kina. Den ligger i provinsen Zhejiang, i den östra delen av landet, omkring 250 kilometer söder om provinshuvudstaden Hangzhou. Antalet invånare är 26 657. Befolkningen består av 13 034 kvinnor och 13 623 män. Barn under 15 år utgör 16,0 %, vuxna 15-64 år 72 %, och äldre över 65 år 10,0 %.
Närmaste större samhälle är Zhugang, 17,3 km öster om Puqi. 
Genomsnittlig årsnederbörd är 2 023 millimeter. Den regnigaste månaden är juni, med i genomsnitt 334 mm nederbörd, och den torraste är januari, med 74 mm nederbörd.